# Tipsport Hockey Cup 2007

## Skupina A
| Poř. | Tým                     | Z | V | VP | PP | P | VG | OG | B  |
| ---- | ----------------------- | - | - | -- | -- | - | -- | -- | -- |
| 1.   | HC Energie Karlovy Vary | 6 | 5 | 0  | 0  | 1 | 22 | 11 | 15 |
| 2.   | HC Litvínov             | 6 | 3 | 0  | 0  | 3 | 20 | 18 | 9  |
| 3.   | HC Kladno               | 6 | 2 | 0  | 0  | 4 | 18 | 24 | 6  |
| 4.   | KLH Chomutov            | 6 | 2 | 0  | 0  | 4 | 18 | 25 | 6  |

### Výsledky
- Karlovy Vary - Kladno 5-3 (3-2,2-0,0-1)
- Chomutov - Litvínov 7-2 (4-1,2-0,1-1)
- Kladno - Karlovy Vary 4-2 (0-0,2-2,2-0)
- Chomutov - Karlovy Vary 1-4 (0-0,0-2,1-2)
- Kladno - Litvínov 2-8 (1-2,0-3,1-3)
- Kladno - Chomutov 6-3 (1-1,1-1,4-1)
- Karlovy Vary - Litvínov 3-0 (1-0,1-0,1-0)
- Litvínov - Chomutov 7-1 (3-0,1-0,3-1)
- Litvínov - Kladno 3-2 (1-0,1-1,1-1)
- Karlovy Vary - Chomutov 5-3 (0-1,3-0,2-2)
- Litvínov - Karlovy Vary 0-3 (0-0,0-2,0-1)
- Chomutov - Kladno 3-1 (2-1,0-0,1-0)

## Skupina B
| Poř. | Tým                 | Z | V | VP | PP | P | VG | OG | B  |
| ---- | ------------------- | - | - | -- | -- | - | -- | -- | -- |
| 1.   | HC České Budějovice | 6 | 4 | 0  | 0  | 2 | 15 | 8  | 12 |
| 2.   | HC Plzeň            | 6 | 4 | 0  | 0  | 2 | 19 | 18 | 12 |
| 3.   | Orli Znojmo         | 6 | 3 | 0  | 0  | 3 | 18 | 15 | 9  |
| 4.   | HC Slavia Praha     | 6 | 1 | 0  | 0  | 5 | 9  | 20 | 3  |

### Výsledky
- Slavia Praha - Znojmo 2-5 (0-1,1-2,1-2)
- Slavia Praha - České Budějovice 3-2
- Plzeň - České Budějovice 3-2 (0-0,1-1,2-1)
- České Budějovice - Znojmo 2-0 (1-0,1-0,0-0)
- Slavia Praha - Plzeň 1-3 (1-1,0-2,0-0)
- České Budějovice - Slavia Praha 2-1 (0-0,2-1,0-0)
- Plzeň - Znojmo 5-2 (3-0,2-1,0-1)
- České Budějovice - Plzeň 4-1 (1-1,1-0,2-0)
- Znojmo - Slavia Praha 4-0 (0-0,1-0,3-0)
- Znojmo - České Budějovice 0-3 (0-2,0-1,0-0)
- Plzeň - Slavia Praha 4-2 (0-2,3-0,1-0)
- Znojmo - Plzeň 7-3 (1-0,3-2,3-1)

## Skupina C
| Poř. | Tým                   | Z | V | VP | PP | P | VG | OG | B  |
| ---- | --------------------- | - | - | -- | -- | - | -- | -- | -- |
| 1.   | HC Pardubice          | 6 | 3 | 1  | 1  | 1 | 16 | 13 | 12 |
| 2.   | Bílí Tygři Liberec    | 6 | 3 | 1  | 1  | 1 | 22 | 11 | 12 |
| 3.   | HC Sparta Praha       | 6 | 2 | 1  | 0  | 3 | 15 | 19 | 8  |
| 4.   | HC Slovan Ústečtí Lvi | 6 | 1 | 0  | 1  | 4 | 9  | 19 | 4  |

### Výsledky
- Sparta Praha - Liberec 4-3 SO (1-1,2-0,0-2,0-0,1-0)
- Pardubice - Liberec 2-1 (1-0,1-0,0-1)
- Liberec - Ústí nad Labem 3-2 (1-1,1-1,1-0)
- Pardubice - Sparta Praha 3-2 (2-0,1-1,0-1)
- Liberec - Pardubice 3-2 OT (1-0,1-1,0-1,1-0)
- Ústí nad Labem - Sparta Praha 2-3 (1-1,1-1,0-1)
- Ústí nad Labem - Pardubice 3-4 SO (1-0,1-2,1-1,0-0,0-1)
- Sparta Praha - Pardubice 4-3 (1-1,2-2,1-0)
- Pardubice - Ústí nad Labem 2-0 (0-0,1-0,1-0)
- Sparta Praha - Ústí nad Labem 1-2 (0-2,1-0,0-0)
- Liberec - Sparta Praha 6-1 (1-0,1-1,4-0)
- Ústí nad Labem - Liberec 0-6 (0-1,0-5,0-0)

## Skupina D
| Poř. | Tým                | Z | V | VP | PP | P | VG | OG | B  |
| ---- | ------------------ | - | - | -- | -- | - | -- | -- | -- |
| 1.   | HC Oceláři Třinec  | 6 | 4 | 0  | 0  | 2 | 21 | 15 | 12 |
| 2.   | PSG Zlín           | 6 | 3 | 0  | 1  | 2 | 25 | 22 | 10 |
| 3.   | HC Vítkovice Steel | 6 | 3 | 0  | 0  | 3 | 18 | 17 | 9  |
| 4.   | VHK Vsetín         | 6 | 1 | 1  | 0  | 4 | 13 | 23 | 5  |

### Výsledky
- Vítkovice - Vsetín 4-2 (2-0,1-1,1-1)
- Třinec - Zlín 6-4 (0-2,2-2,4-0)
- Vsetín - Vítkovice 0-2 (0-1,0-1,0-0)
- Vítkovice - Třinec 3-0 (1-0,1-0,1-0)
- Vsetín - Zlín 5-4 OT (1-1,1-1,2-2,1-0)
- Zlín - Třinec 3-1 (1-0,2-1,0-0)
- Zlín - Vsetín 2-3 (0-2,0-1,2-0)
- Třinec - Vítkovice 3-2 (0-0,1-1,2-1)
- Zlín - Vítkovice 6-3 (0-1,4-1,2-1)
- Třinec - Vsetín 6-3 (2-0,3-1,1-0)
- Vítkovice - Zlín 4-6 (1-3,2-1,1-2)
- Vsetín - Třinec 2-5 (2-0,0-0,0-5)

## Semifinále
- HC České Budějovice - HC Energie Karlovy Vary 1:4 (1:0, 0:2, 0:2)
- HC Pardubice - HC Oceláři Třinec 4:2 (1:1, 2:1, 1:0)

## Finále
- HC Pardubice - HC Energie Karlovy Vary 3:2 SO (1:0, 0:1, 1:1, 0:0, 1:0)